# Trichogonia capitata
Trichogonia capitata là một loài thực vật có hoa trong họ Cúc. Loài này được (Rusby) B.L.Rob. miêu tả khoa học đầu tiên năm 1911.